# 冰磧海崖
冰磧海崖（英語：Moraine Bluff），是南極洲的海崖，位於維多利亞地的希拉里海岸，處於雷德戴克海崖以北的斯凱爾頓冰川東岸，海拔高度930米，由新西蘭探險隊發現和命名，現時由南極條約體系管理。